# Rossas (Arouca)
Pour les articles homonymes, voir Rossas.
Rossas est une paroisse civile portugaise (en portugais : freguesia) de la municipalité d'Arouca dans le district d'Aveiro.

## Histoire
D'abord appelée Congusta ou Santa Maria de Congusta, la paroisse prend le nom de Rossas au XIIIe siècle. Ce nom serait dérivé du latin rupta (« briser »), en référence aux pentes de la Serra da Freita voisine.
On y trouve une commanderie de l'Ordre de Malte du XIIIe siècle au XIXe siècle.

## Démographie
Lors du recensement de 2021, Rossas compte 1 491 habitants.